# Йоаким Охридски
Йоаким е православен духовник, охридски архиепископ от около 1575 до 1578 година.
Сведенията за Йоаким са оскъдни. Документ от 1593 година вече го споменава като бивш охридски архиепископ. Според друг един документ Йоаким подава оставка през 7086 (1577/1578) г.

## Изследвания
- Χασιώτης, Ι. Κ. Ο Αρχιεπίσκοπος Αχρίδος Ιωακείμ και οι συνωμοτικές κινήσεις στη Βόρειο Ήπειρο (1572-1576). – Μακεδονικά, 6, 1965, 237-255